# Still (FIELD OF VIEWの曲)
『Still』（スティル）はFIELD OF VIEWの13枚目のシングル。

## 解説
- TBS系『ワンダフル』エンディングテーマに起用された。
- 「still」の作曲は初めてであり唯一のバンドクレジット。仮タイトル「王の道」。
- 2020年5月時点、カップリングはアルバム未収録。

## 収録曲
1. Still
作詞:浅岡雄也 / 作曲:FIELD OF VIEW / 編曲:FIELD OF VIEW&徳永暁人
2. サヨナラ ～Love is pain?～
作詞:浅岡雄也 / 作曲:小田孝 / 編曲:FIELD OF VIEW&徳永暁人
3. Still（オリジナルカラオケ）

## 収録アルバム
- LOVELY JUBBLY (#1)
- FIELD OF VIEW BEST 〜fifteen colours〜 (#1)
- the FIELD OF VIEW BEST 2001 Limited Edition of Asia (#1)
- Memorial BEST 〜Gift of Melodies〜 (#1)
- FIELD OF VIEW 25th Anniversary Extra Rare Best 2020 (#1、「Abbey Road Mix」が収録されている。)